# Jochen Behle
Pour les articles homonymes, voir Behle.
Jochen Behle, né le 7 juillet 1960 à Korbach, est un ancien fondeur allemand.

## Biographie
Il a été l'époux de la biathlète Petra Behle.
Il devient l'entraîneur de l'équipe nationale allemande de ski en 2002.

## Palmarès

### Jeux olympiques
| Épreuve / Édition | Lake Placid 1980 | Sarajevo 1984 | Calgary 1988 | Albertville 1992 | Lillehammer 1994 | Nagano 1998 |
| 10 km             |                  |               |              | 24e              | 11e              | 40e         |
| 15 km             | 12e              | DNF           | 23e          |                  |                  |             |
| 25 km Poursuite   |                  |               |              |                  | 14e              |             |
| 30 km             |                  | 15e           | 23e          | 15e              |                  | DNF         |
| 50 km             |                  |               |              |                  | DNF              |             |
| 4 × 10 km         | 4e               | 6e            | 7e           | 6e               | 4e               | 8e          |

### Championnats du monde
| Épreuve / Édition | Oslo 1982 | Lahti 1989 | Val di Fiemme 1991 | Falun 1993 | Thunder Bay 1995 | Trondheim 1997 |
| 10 km             |           |            | 15e                | 5e         | 7e               | 19e            |
| 15 km             | 7e        | 6e         |                    |            |                  |                |
| 25 km Poursuite   |           |            |                    | 9e         |                  |                |
| 30 km             | 17e       | 8e         | 11e                | 9e         | 10e              |                |

### Coupe du monde
- Meilleur classement général : 4e en 1990.
- 1 victoire.